# Villa medicea di Coltano

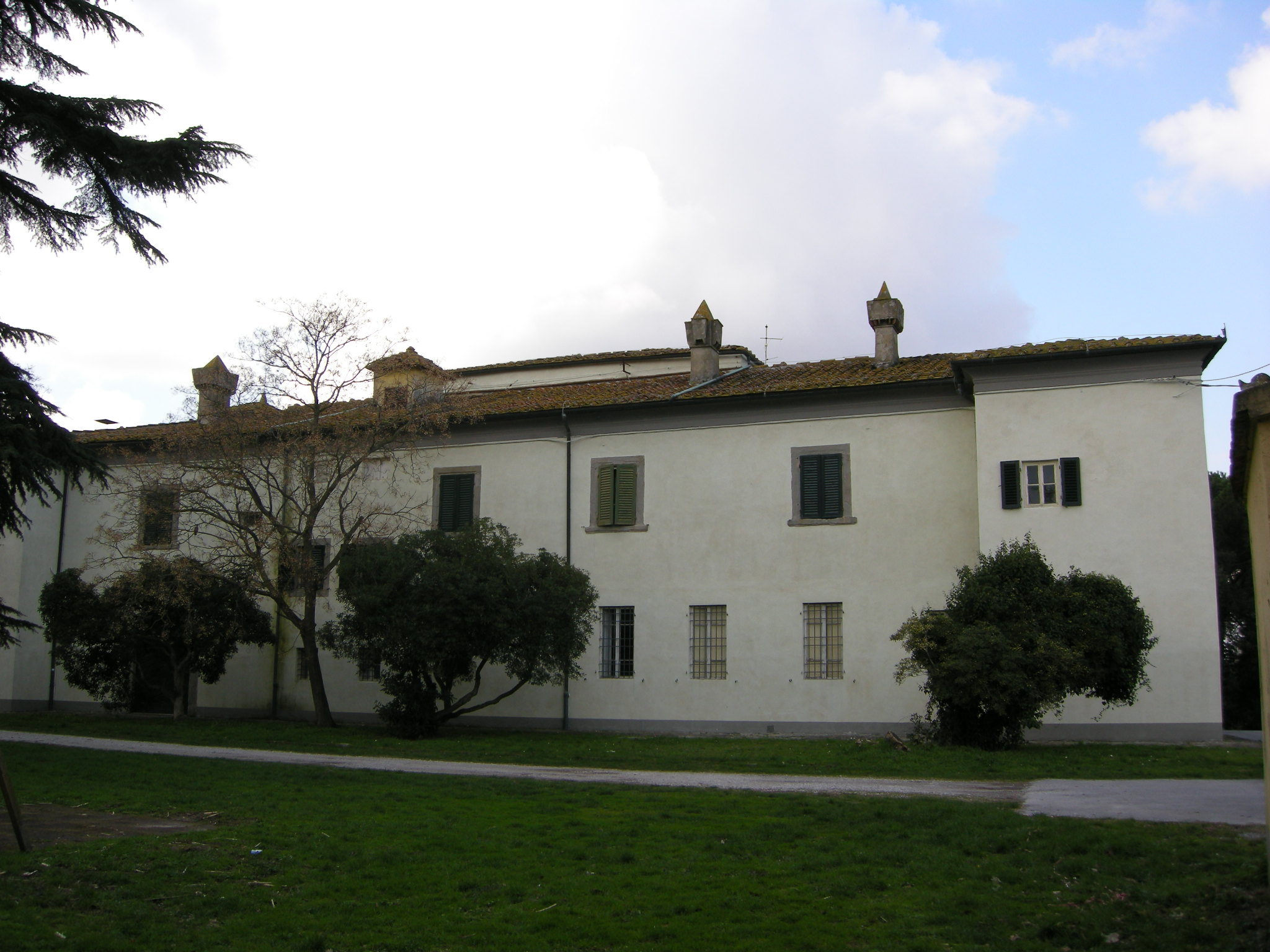
Il retro

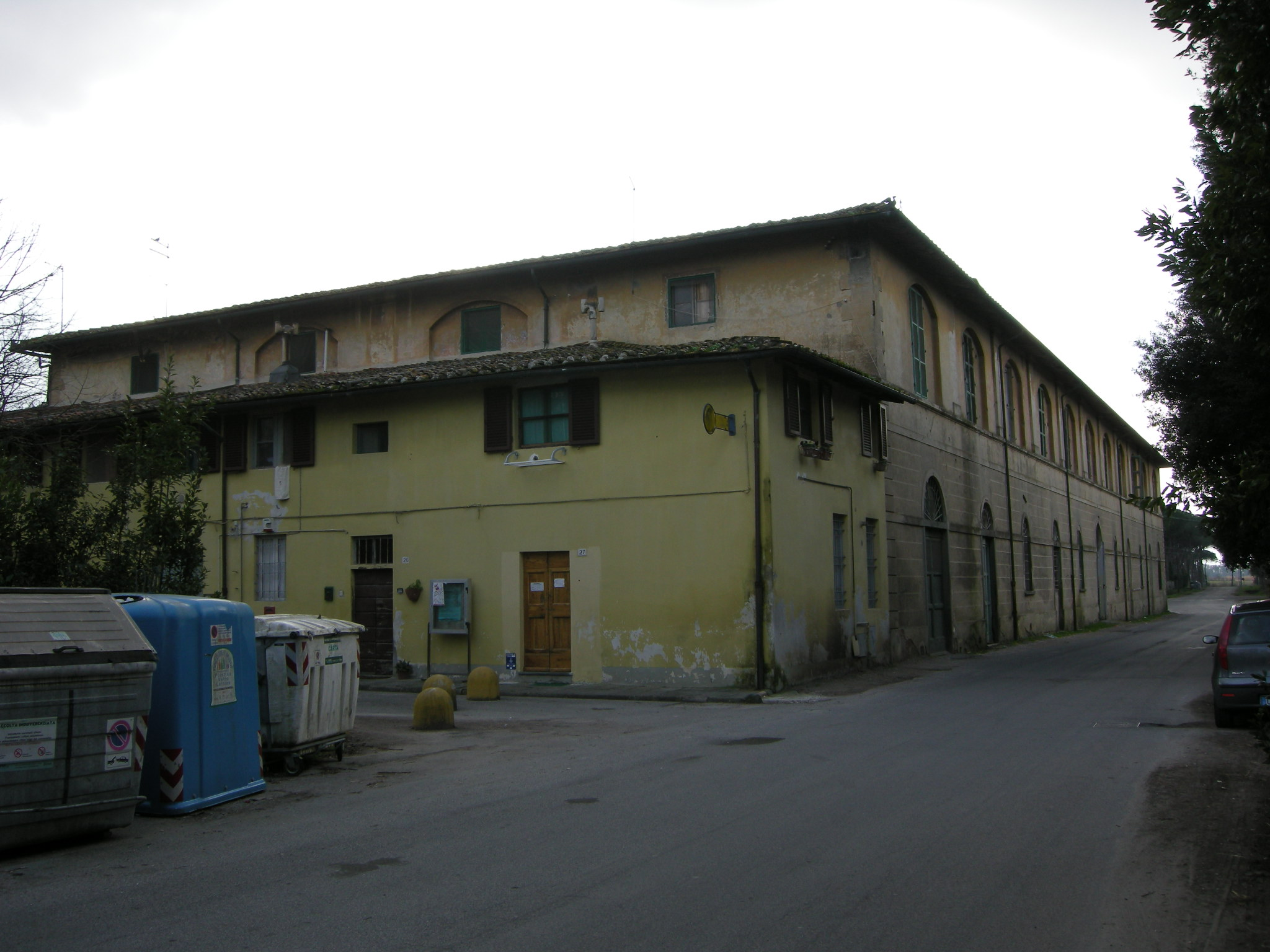
Le stalle del Buontalenti

La Villa Medicea di Coltano si trova nella frazione pisana di Coltano, immersa nel verde dell'omonima Tenuta di Coltano. La villa, sebbene al centro di una vasta piana, è circondata da alberi ad alto fusto tanto da risultare invisibile dai dintorni.

## Storia e descrizione
Il villaggio era già abitato all'età del bronzo intorno al 1500 a.C.
La prima testimonianza sulla proprietà dei terreni della Tenuta risale al 780, come si evince da un documento presente nell'Archivio di Stato di Pisa in cui un nobile locale fa domanda ai proprietari, i monaci dell'abbazia di San Savino, di poter cacciare la lontra nei territori circostanti la chiesa di San Quirico di Coltano. Da allora, la storia della tenuta e quella dei suoi abitanti si intrecciano fittamente.
La primigenia residenza venne edificata probabilmente intorno all'anno Mille, nell'attuale località Palazzi, dove restano ancora una colonna in prossimità della chiesa, e le mura perimetrali, interne al palazzo. 
Nel 1562 la proprietà passò, tramite una bolla papale di Pio IV, dai monaci all'Ordine Militare dei Cavalieri di Santo Stefano, l'ordine fondato da Cosimo I per combattere i corsari turchi nel Mar Mediterraneo.
Cosimo aveva infatti già iniziato nel 1558 una bonifica della zona facendo realizzare un fosso detto delle Bocchette, nel quadro di un più ampio progetto di bonifica dei terreni paludosi nell'entroterra di Pisa e Livorno.
La tenuta era già ben avviata da un punto di vista agricolo e produceva cereali e latticini, grazie al fiorente allevamento del bestiame, quando Michel de Montaigne la visitò nel 1581.
La villa venne realizzata dal 1586 da Bernardo Buontalenti, come centro amministrativo della zona, su incarico di Don Antonio de' Medici, come pesante ristrutturazione della residenza precedente. È caratterizzata dalla presenza di fortificazioni, con quattro torrette agli angoli, come nella villa di Camugliano.
Fu usata spesso come residenza di caccia, infatti più tardi venne inclusa tra le otto bandite granducali, con Poggio Imperiale, le Cascine dell'Isola, di Cafaggiolo, di Migliarino, di San Rossore e del Tombolo. 
I Lorena, entrati in possesso del patrimonio mediceo nel 1737, anziché dismettere la tenuta, come accadde per molte delle ville medicee, l'ampliarono e l'abbellirono, usandolo anche come luogo di rappresentanza, come in occasione della visita di Ferdinando I di Borbone nel 1785. Per un certo periodo venne effettuato l'allevamento di una razza equina molto pregiata, voluta dal Granduca Pietro Leopoldo. Ma sicuramente la vasta riserva di caccia era uno degli elementi più graditi, tanto che Leopoldo II ne ampliò l'estensione.
Dopo essere appartenuta ai Savoia (nella villa dimorò per un certo tempo Vittorio Emanuele II) e in seguito allo Stato Italiano, venne donata, assieme ad altre tenute tra Pisa e Livorno (per esempio la villa di Seravezza), all'Opera Nazionale Combattenti: fu questa ad occuparsi del completamento della bonifica, tra il 1920 e 1933, che consentì lo sfruttamento agricolo dell'area.
In seguito la villa fu venduta, fino all'attuale proprietario, il Comune di Pisa, che la tiene aperta al pubblico e realizza nel parco numerose attività. La villa è stata oggetto di un recente restauro che ha ridato il colore bianco agli intonaci esterni, nel solco della più radicata tradizione delle ville dei Medici.

## Galleria d'immagini

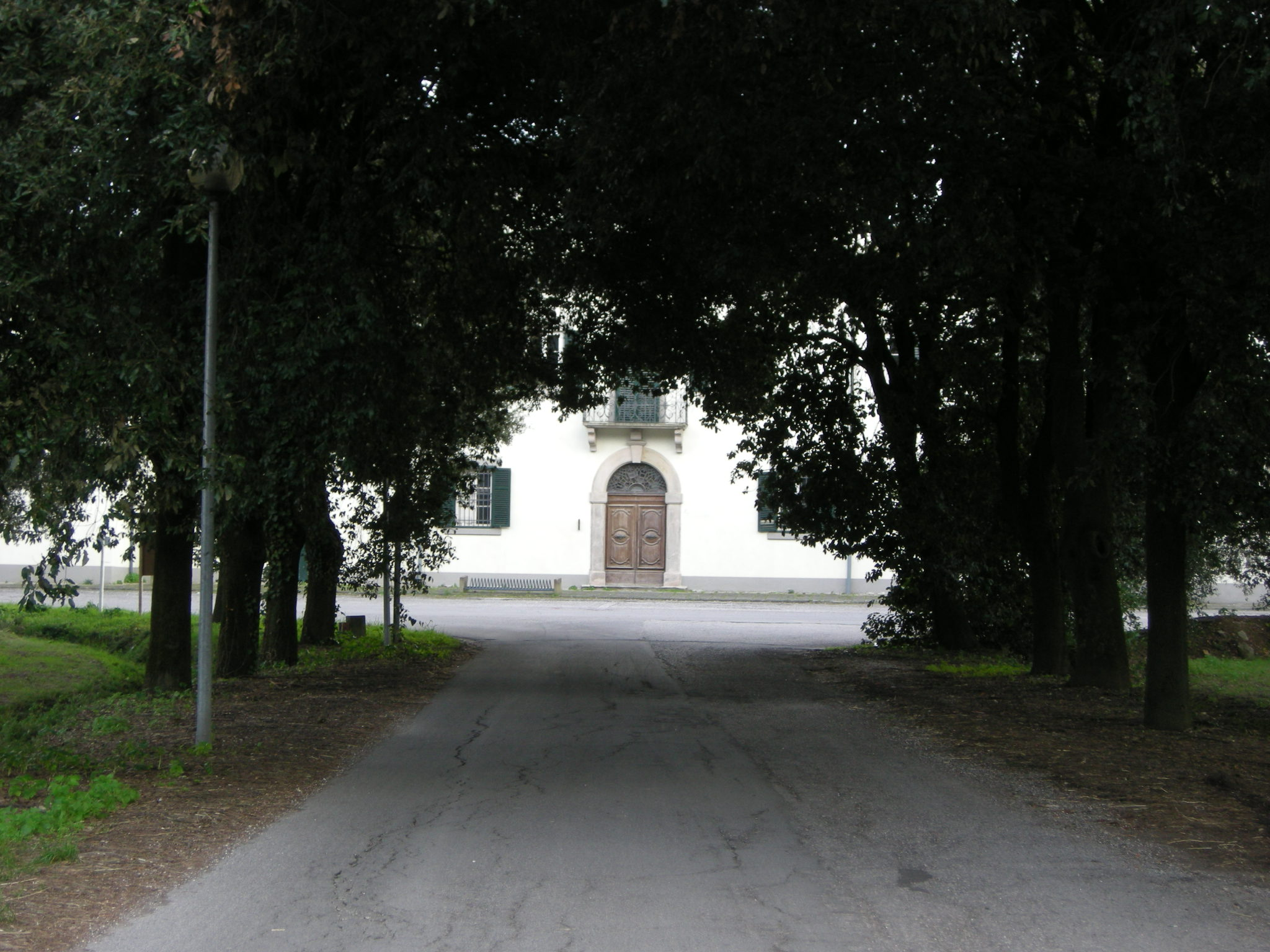
La galleria verde
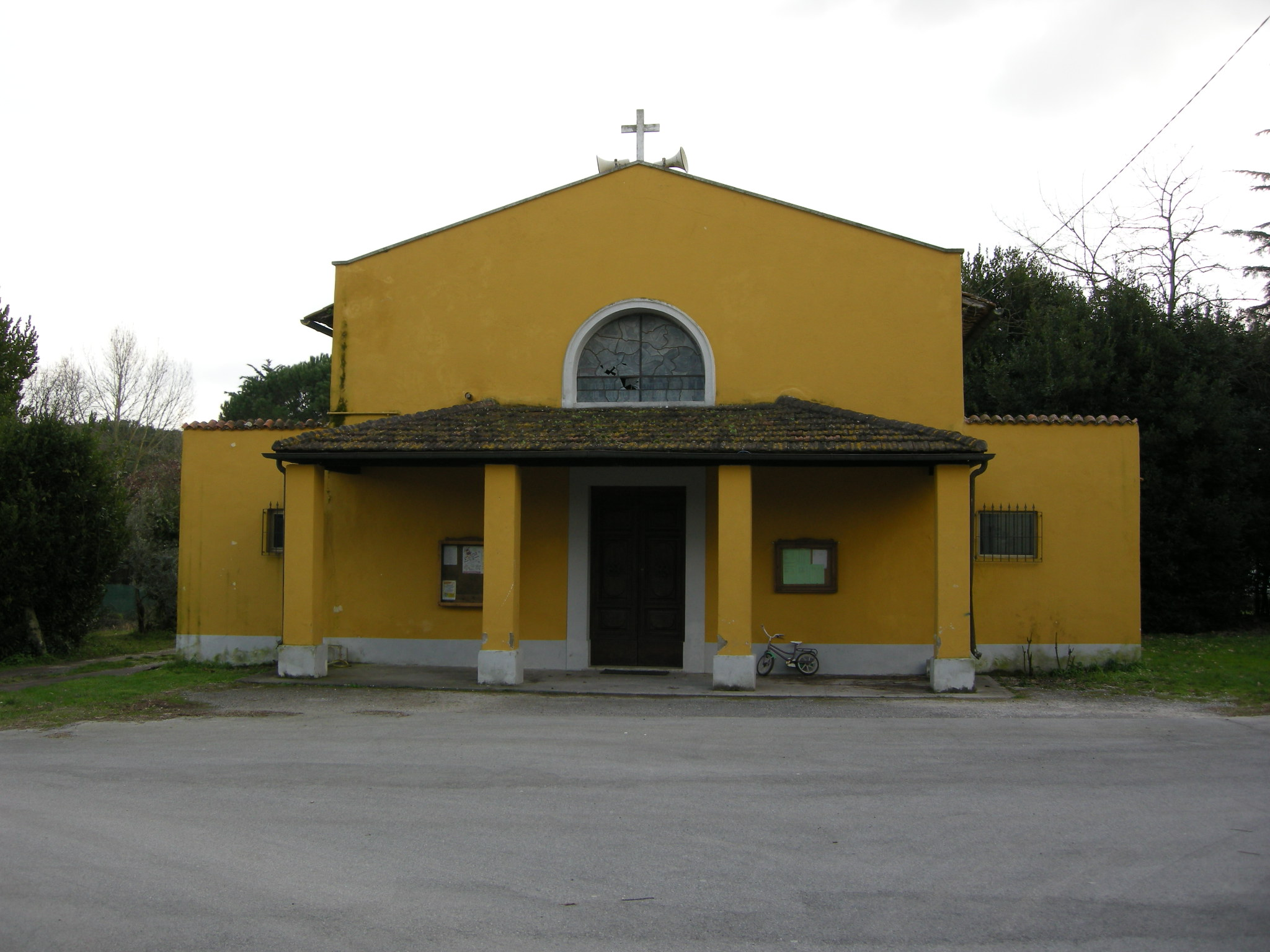
La chiesa di San Giorgio
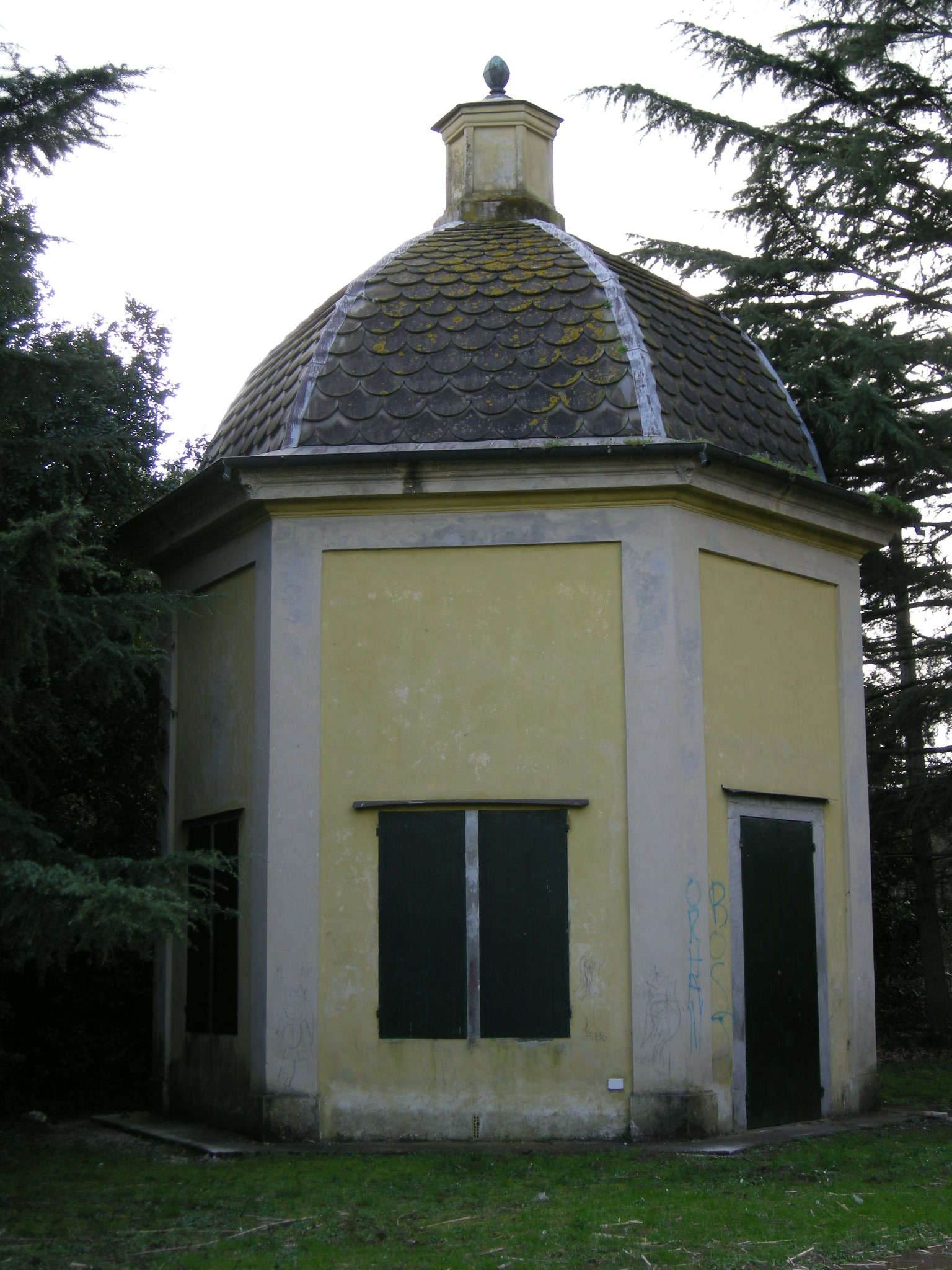
La Coffee House
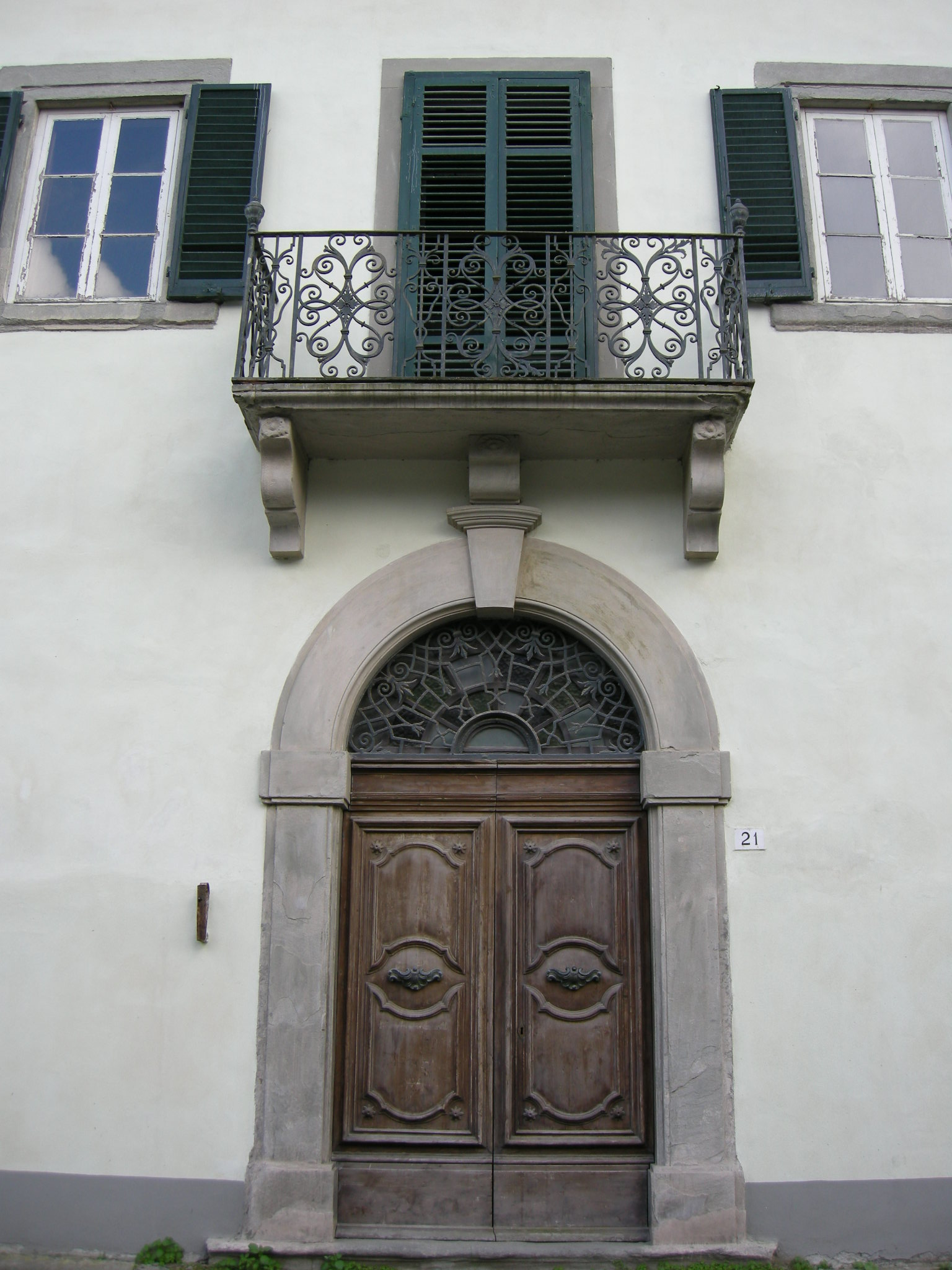
Portale